# 아즈미촌 (와카야마현)
아즈미촌(安住村)은 와카야마현 히다카군에 설치되었던 촌이다. 현재의 이나미정에 해당한다.

## 역사
- 1889년 4월 1일 - 정촌제 시행에 의해 10촌의 구역을 가지고 성립하였다.
- 1957년 8월 1일 - 구 이나미정, 기리메가와촌과 합병해 새로운 이나미정이 성립하여, 동일 아스미촌은 폐지되었다.

## 참고문헌
- 角川日本地名大辞典 30 和歌山県